# Заплатинська сільська рада
Запла́тинська сільська́ ра́да — адміністративно-територіальна одиниця та орган місцевого самоврядування у Стрийському районі Львівської області. Адміністративний центр — село Заплатин.

## Загальні відомості
- Територія ради: 17,32 км²
- Населення ради: 610 осіб (станом на 2015 рік)
- Водоймища на території, підпорядкованій даній раді: річка Колодниця.

## Населені пункти
Сільській раді підпорядковані населені пункти:
- с. Заплатин
- с. Діброва

## Склад ради
Рада складається з 14 депутатів та голови.
- Голова ради: Ращупкін Віктор Олександрович
- Секретар ради: Житняк Олександра Олексіївна

### Керівний склад попередніх скликань
| Прізвище, ім'я, по батькові   | Основні відомості                                                 | Дата обрання | Дата звільнення |
| ----------------------------- | ----------------------------------------------------------------- | ------------ | --------------- |
| Ращупкін Віктор Олександрович | Сільський голова, 1964 року народження, освіта вища, безпартійний | 26.03.2006   | 31.10.2010      |
| Ращупкін Віктор Олександрович | Сільський голова, 1964 року народження, освіта вища               | 31.10.2010   |                 |

Примітка: таблиця складена за даними сайту Верховної Ради України

### Депутати
За результатами місцевих виборів 2010 року депутатами ради стали:

#### За суб'єктами висування
| Суб'єкт висування                                       | Кількість обраних депутатів | %    |
| ------------------------------------------------------- | --------------------------- | ---- |
| Самовисування                                           | 12                          | 85,7 |
| Політична партія Всеукраїнське об'єднання «Батьківщина» | 2                           | 14,3 |

#### За округами
| № округу                                                | Прізвище, ім'я, по батькові   | Дата визнання обраним | Освіта           | Партійна приналежність                        | Відомості про обраного депутата                                  |
| ------------------------------------------------------- | ----------------------------- | --------------------- | ---------------- | --------------------------------------------- | ---------------------------------------------------------------- |
| Політична партія Всеукраїнське об'єднання «Батьківщина» |                               |                       |                  |                                               |                                                                  |
| 2                                                       | Мощич Надія Володимирівна     | 02.11.2010            | вища             | член Всеукраїнського об'єднання «Батьківщина» | ПП Далявська О. П.                                               |
| 12                                                      | Заплатинська Оксана Миронівна | 02.11.2010            | вища             | член Всеукраїнського об'єднання «Батьківщина» | Стрийський вузол зв'язку, листоноша                              |
| Самовисування                                           |                               |                       |                  |                                               |                                                                  |
| 1                                                       | Павкович Іван Іванович        | 02.11.2010            | середня          | позапартійний                                 | Державне підприємство «Стрийський вагоноремонтний завод», слюсар |
| 3                                                       | Заплатинський Іван Теодорович | 04.01.2011            | середня          | позапартійний                                 | тимчасово не працює                                              |
| 4                                                       | Денькович Микола Васильович   | 04.01.2011            | середня          | позапартійний                                 | Стрийський аграрний коледж, сторож                               |
| 5                                                       | Нагляк Богдан Дмитрович       | 02.11.2010            | незакінчена вища | позапартійний                                 | Стрийський міськрайонний суд, секретар                           |
| 6                                                       | Чичерський Тома Володимирович | 02.11.2010            | вища             | позапартійний                                 | Державне підприємство «Стрийський вагоноремонтний завод»         |
| 7                                                       | Житняк Олександра Олексіївна  | 02.11.2010            | вища             | член Політичної партії «Наша Україна»         | Заплатинська сільська рада, секретар                             |
| 8                                                       | Житняк Юрій Михайлович        | 02.11.2010            | вища             | член Всеукраїнського об'єднання «Батьківщина» | тимчасово не працює                                              |
| 9                                                       | Сорока Петро Васильович       | 02.11.2010            | вища             | позапартійний                                 | тимчасово не працює                                              |
| 10                                                      | Пагула Василь Іванович        | 02.11.2010            | вища             | позапартійний                                 | Львівгазвидобування, оператор котельні                           |
| 11                                                      | Яворський Іван Йосифович      | 02.11.2010            | вища             | позапартійний                                 | ПП Яворський Р. Й., зварювальник                                 |
| 13                                                      | Деркач Софія Василівна        | 02.11.2010            | вища             | позапартійна                                  | Заплатинська сільська рада, спеціаліст-землевпорядник            |
| 14                                                      | Феньо Ярослав Іванович        | 02.11.2010            | середня          | позапартійний                                 | пенсіонер                                                        |